# Rohan
Rohan (sindarsky Rochand) nazývaný též Jízdmarka nebo jen Marka je království lidí z fiktivního světa J. R. R. Tolkiena.
Tato nížinatá země tvořená především loukami a pastvinami leží severně od svého spojence Gondorského království a severozápadně od nepřátelské země Mordor. Obyvateli Rohanu byl ve třetím věku původně severský národ Rohirů – tzv. Pánů koní, kteří jsou ve Středozemi proslulí především jako výborní jezdci a chovatelé koní.
Země Rohan, která byla za vlády gondorských králů známá jako Calenardhon, tvořila od pradávna strategickou severní výspu bránící hranici Jižního království proti útokům ze západu a severovýchodu. Po bitvě na Poli Celebrantu daroval gondorský správce Cirion zemi za prokázanou pomoc Eorlu Mladému a jeho lidu, který zde od těch dob sídlil.
Na konci třetího věku se Rohirové vyznamenali ve válce proti Sarumanovým vojskům a rohanský král Théoden posléze odvedl své vojsko na pomoc Gondoru, čímž velkou měrou přispěl k vítězství v bitvě na Pelennorských polích. Jeho synovec Éomer poté bojoval ve službách nového krále Obnoveného království Elessara.
Země Rohan je Tolkienem nejpodrobněji popisována v druhém a třetím dílu jeho trilogie Pán prstenů a v knize Nedokončené příběhy. Zmínky o něm najdeme také ve Společenstvu prstenu a Silmarillionu.

## Název a symboly

Vlajka nebo prapor Eorlova rodu vládnoucího Rohanu zobrazuje symbol země, tj. běžícího bílého koně na zeleném poli

Původně se území mezi řekami Anduinou a Želízí označovalo jako Calenardhon, tedy Zelená země a bylo součástí království Gondor. Po vítězství v bitvě na Poli Celebrantu se zde se svolením gondorského správce Ciriona usadil Éothéod - jeden ze severských kmenů. Gondorští nazvali tyto Seveřany – Rohiry, totiž Pány koní, a Calenardhon překřtili na Rochand a později Rohan čili Koňskou zemi. Rohirové sami se označovali jako Eorlovci a své zemi říkali Jízdmarka – Marka Jezdců nebo pouze Marka.
Symbolem rohanského království byl znak vládnoucího Eorlova rodu, na němž byl zobrazen bílý běžící kůň na zeleném poli.

## Geografie
Převážně nížinná a travnatá země Rohan se nachází na území přibližně v centru známé oblasti západního cípu Středozemě. Rovinatým a příjemným Rohanem protéká řeka Entva, která se v bažinaté deltě rozprostírající se jižně od Rauroských vodopádů, vlévá do největší řeky v oblasti, Anduiny. Řeka Entva rozděluje zemi Rohan na dvě přibližně stejné části zvané Západní a Východní Polonina. Kromě hraničních hor Ered Nimrais a Hithaeglir je jedinou významnou vyvýšenou oblastí Rohanu Vysočina nacházející se jižně od hraniční řeky Lipavy a východně od tzv. Nehlubin.

### Hranice
Přirozenou jižní hranici Rohanu tvoří pohoří Ered Nimrais, které odděluje království Rohan od jižněji položeného Gondoru. Na jihovýchodě tvoří hranici mezi oběma zeměmi Hraniční potok a rozvětvené ústí řeky Entvy. Na východě hraničí Rohan s neprostupnou pahorkatinou Emyn Muil a jeho hranice se táhne podél řeky Anduiny. Severní hranici země tvoří řeka Lipava vlévající se do Anduiny severně od Vysočiny, okraj Fangornského lesa a jižní cípy Mlžných hor. V těchto místech stála věž Orthank, z níž na konci třetího věku vytvořil Saruman Železný pas. Jediným snadným přístupem do země je rovinaté území mezi Mlžnými a Bílými horami zvané Rohanská brána. Zde tvořila přirozenou západní hranici Rohanu pouze mělká a lehce překročitelná řeka Želíz tekoucí z Mlžných hor na jih.

### Města a pevnosti

#### Aglarond
Aglarond čili Třpytivé jeskyně byl původní název pevnosti vybudované Dúnadany v severozápadní části Ered Nimrais ještě ve druhém věku. Společně s pevností Angrenost bránil Aglarond vstup do gondorského Calenardhonu ze západu.
Po založení Rohanu v roce 2510 T. v. gondorští kameníci chátrající pevnost opravili a Aglarond byl svěřen Rohirům. Ti nazývali pevnost Súthburg a od dob krále Helma bývala tamní pevnost známa jako Hláska a údolí jako Helmův žleb.
Tato pevnost zachránila Rohiry dvakrát před naprostou zkázou. Poprvé za Dlouhé zimy na přelomu let 2758 a 2759, kdy ochránila obyvatele Rohanu před invazí Vrchovců a korzárů vedených Vrchovcem Wulfem. Při tomto obléhání umrznul také nejslavnější rohanský král mezi Eorlem a Théodenem Helm zvaný Kladivo. Podruhé pak na jaře roku 3019, kdy se král Théoden ubránil invazi skřetů a zlých lidí vyslaných čarodějem Sarumanem ze Železného pasu, načež Sarumanova vojska porazil v bitvě u Hlásky.
Po konečném vítězství nad Temným pánem se ve Třpytivých jeskyních usídlil trpaslík Gimli, který sem přivedl část svého lidu z Ereboru. Se svým lidem vykonal velká díla, vytvořil mimo jiné i nové brány pro Minas Tirith ukované z mithrilu a oceli.

#### Aldburg
Aldburg, nacházející v kraji Úvalu rozprostírajícím se jižně od řeky Sněžné, byl jedním z vůbec nejstarších sídel Rohirů v zemi. Toto hradisko bylo sídelním městem prvního rohanského krále Eorla Mladého, jenž usednul na trůn v roce 2510 třetího věku. Po smrti Eorla se jeho syn Brego po dokončení Zlaté síně Meduseldu v roce 2569 přesunul do Edorasu. Poté se Aldburg, který sloužil jako základna pro svolávání hotovosti celé Východní marky, stal sídelním městem třetího Bregova syna Eofora, z něhož svůj původ odvozovali rovněž maršálové Jízdmarky Éomund a jeho syn Éomer.

#### Edoras
Edoras, hlavní a největší město Rohanu a od roku 2569 sídlo rohanských vládců, se nacházel v jižní části Východní Poloniny. Město bylo vystavěno severně od hory Roháč na zeleném pahorku, který obtékala řeka Sněžná pramenící v Bílých horách. Pahorek, na němž byly vystavěny dřevěné domy obyvatel Edorasu, byl obehnán příkopem a širokým valem. Na vrcholku kopce se nacházela zelená terasa, kde nechal král Brego vystavět svůj Zlatý palác, Meduseld. Tento palác měl střechu a veřeje dveří pobité zlatem, takže odrážel světlo daleko do kraje. Před branou do města byly navršeny mohyly, v nichž byla uložena těla zemřelých rohanských králů. Mohyly byly porostlé bílými stáličkami, simbelmynë, které kvetly po celý rok.
V roce 2758 byl Rohan napaden z východu Vrchovci a korzáry vedenými Vrchovcem Wulfem. Král Helm Kladivo byl poražen u brodů Želíze a zatlačen do pevnosti Aglarond. Wulf se mezitím zmocnil Edorasu, při jehož obraně byl zabit také Helmův syn Haleth, a prohlásil se králem. Za Dlouhé zimy na přelomu let 2758 a 2759 utrpěli Rohirové i útočníci velké ztráty hladem i zimou. Na jaře se pak Fréaláfovi, synu Helmovy sestry Hildy, podařilo překvapit a usmrtit v Meduseldu Wulfa a znovu obsadit Edoras. Poté byli Vrchovci i s pomocí Gondorských vyhnáni z Rohanu.
Edoras navštívili také Gandalf, Aragorn, Legolas a Gimli, přičemž čarodějovi se podařilo vyléčit Sarumanem zakletého krále Théodena a pohnout jej k útoku proti Železnému pasu. Po konečném vítězství nad Sauronem bylo do Edorasu v srpnu 3019 přivezeno tělo zemřelého krále Théodena, který zde byl 10. srpna slavnostně pohřben. V Edorasu navštívili krále Éomera před jeho smrtí v roce 63 čtvrtého věku půlčíci Smělmír Brandorád a Peregrin Bral.

#### Šerá brázda
Šerá brázda byla označení pro starobylé opevněné hradiště nacházející se v pohoří Ered Nimras jižně od hlavního města Edorasu. Toto hradisko bylo zbudováno neznámými lidmi na plošině Firienfeld nad Brázdnou dolinou dávno před příchodem Númenorejců do Středozemě. Jediný přístup k Šeré brázdě byl možný pouze po úzké, stoupavé a dobře bránitelné silnici, která se vinula k náhorní plošině až od hluboko vymletého koryta říčky Sněžné. Firienfeld zarostlý trávou a vřesem byl sevřen mezi tří štíty Ered Nimrais - Roháč z jihu, Pilici ze severu a hrůzostrašný Dwimorberg z východu. Právě Dwimorberg bylo místo kudy se přes hvozd Černobor dalo vstoupit na Stezky mrtvých.
Do téměř nedobytné Šeré brázdy se rohanští králové uchylovali v časech nouze. Za Dlouhé zimy se zde se svými muži skryl synovec krále Helma, Fréaláf, kterému se na jaře 2759 podařilo dík nečekanému útoku obsadit Edoras a vyhnat Vrchovce se země. Po porážce Sarumana shromáždil před odjezdem do bitvy na Pelennorských polích v Šeré brázdě své vojsko i král Théoden. Přivítal jej zde pán lidu z Brázdné doliny Dúnhere. Z Šeré brázdy se na cestu po Stezkách mrtvých vypravil také Isildurův dědic Aragorn.

## Dějiny

### Osídlení

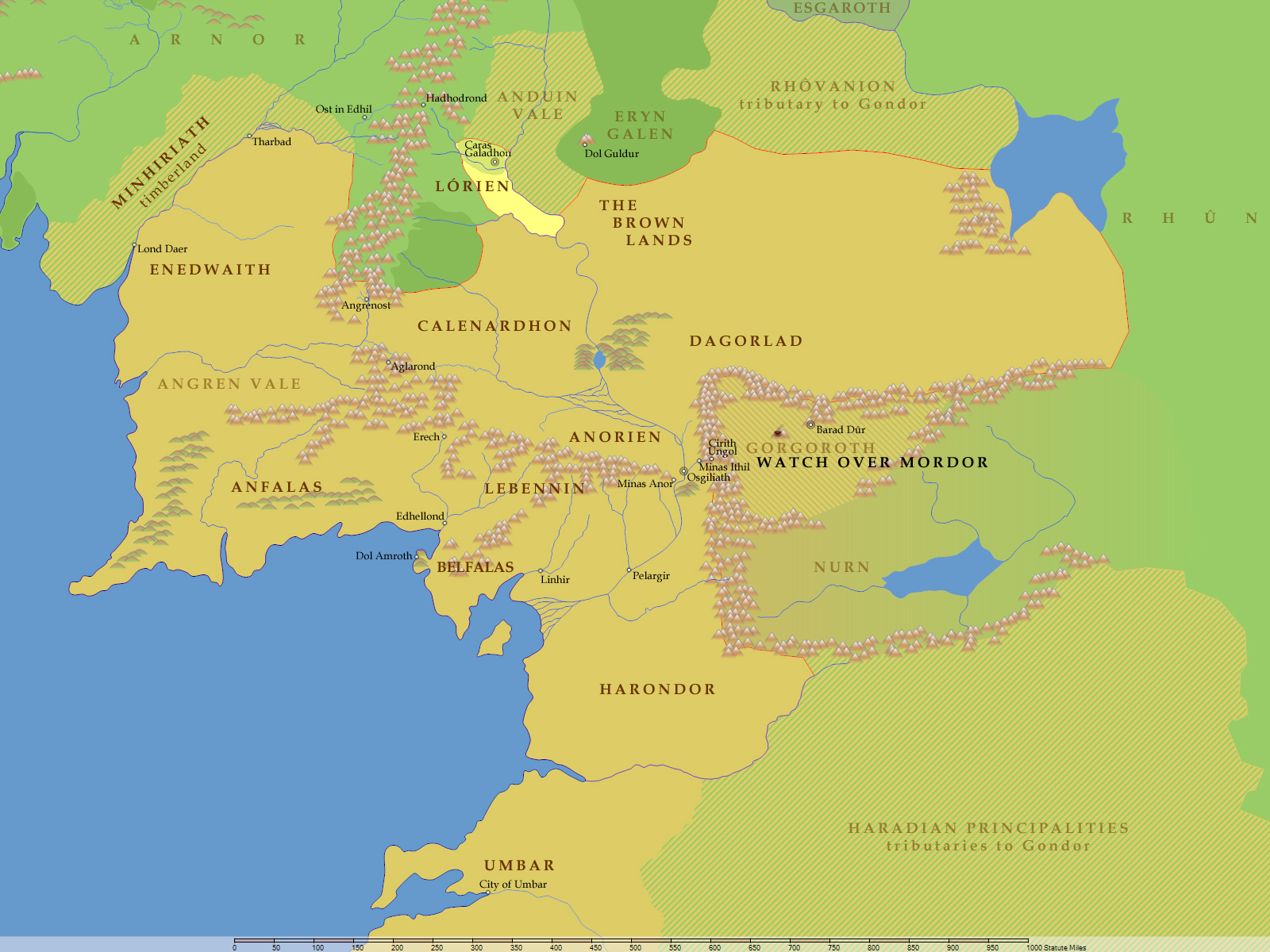
Gondor za doby svého největšího rozmachu

Území Rohanu bylo osídleno mořeplavci z Númenoru ještě před jeho pádem v roce 3319 druhého věku. Muži ze Západu v zemi postavili pevnost Aglarond a nedobytnou věž Orthank. Po založení Gondoru byla do Jižního království začleněna celá země, tehdy nazývaná Calenardhon. Králové Gondoru ve 13. století Třetího věku navázali kontakt a spojenectví s lidem žijícím v Rhovanionu. Ve 21. století se Éothéod, jeden ze seveřanských kmenů, přesunul z údolí Anduiny na sever na území mezi Mlžnými a Šedými horami. Obrana Gondoru však nadále ochabovala a tak v roce 2510 gondorský vládnoucí správce Cirion požádal lid ze severu o pomoc. Toho roku totiž došlo k mohutnému útoku skřetů a divokých lidí z východu. Útočníci překročili Anduinu a zatlačili severní gondorskou armádu do svízelné situace. Vůdce Éothéodu Eorl Mladý tehdy nečekaně zareagoval na Cirionovu výzvu a v nejvyšší čas dorazil do Calenardhonu, načež v bitvě na polích Celebrantu nad nájezdníky slavně zvítězil. Za tuto nezištnou pomoc obdržel Eorl od Ciriona jako dar pláně Calenardhonu a založil zde svou Marku Jezdců, kterou Gondorští nazývali královstvím Rohan. Tehdy zavázal Eorl sebe i své potomky věčným slibem pomoci a přátelství ke svým jižním sousedům.

### Období prosperity
Po smrti prvního krále Eorla Mladého, který padnul na Vysočině v boji s Východňany, nastoupil na trůn v roce 2545 jeho syn Brego. Ten vyhnal zbývající nepřátele z Rohanu a nechal zbudovat své královské sídlo Meduseld v Edorasu. Za panování jeho syna Aldora Starého byli ze země vyhnáni poslední Vrchovci a Rohirové osídlili mnoho horských údolí v Bílých horách. Země pod vládou jeho potomků zažívala období míru a prosperity až do vlády sedmého rohanského krále Déora, za jehož vlády znovu povstali Vrchovci, kteří přepadali Západní úvaly a obsadili špatně bráněný Železný pas.

### Dlouhá zima
Za vlády devátého krále Helma vpadla v roce 2758 do Rohanu velká síla Vrchovců podpořená korzáry, kteří se vylodili v ústích řek Želíz a Lefnui. Útočníci vedení Vrchovcem Wulfem postupně obsadili většinu země a podařilo se jim dobýt i Edoras. Král Helm Kladivo ustoupil s částí svého lidu do jeskyní Aglarondu, kde se celou zimu bránil dokud nedorazili spojenci z Gondoru a posily z Šeré brázdy. Král Helm při obléhání padnul, avšak Vrchovce se jeho synovci Fréaláfovi nakonec podařilo vyhnat ze země. Fréaláf, který založil Druhou řadu rohanských králů byl korunován desátým králem v roce 2759.

### Příchod Sarumana
Rohanských zbylo po krutých bojích a Dlouhé zimě velice málo a delší čas trvalo než se z těchto těžkých ran alespoň částečně zotavili. Proto nový král Fréaláf přivítal čaroděje Sarumana, kterému spolu s gondorským správcem Berenem dovolili usadit se v Železném pasu. Čaroděj Saruman Rohirům z počátku pomáhal, avšak kvůli užívání palantíru, kde se jeho mysl střetla se samotným Sauronem, brzy propadnul zlu. Tehdy začal potají pátrat po Vládnoucím prstenu a s pomocí Grími Červivce oslaboval stárnoucího krále Théodena, který byl zanedlouho spoután čarodějovou vůlí.

### Válka o Prsten

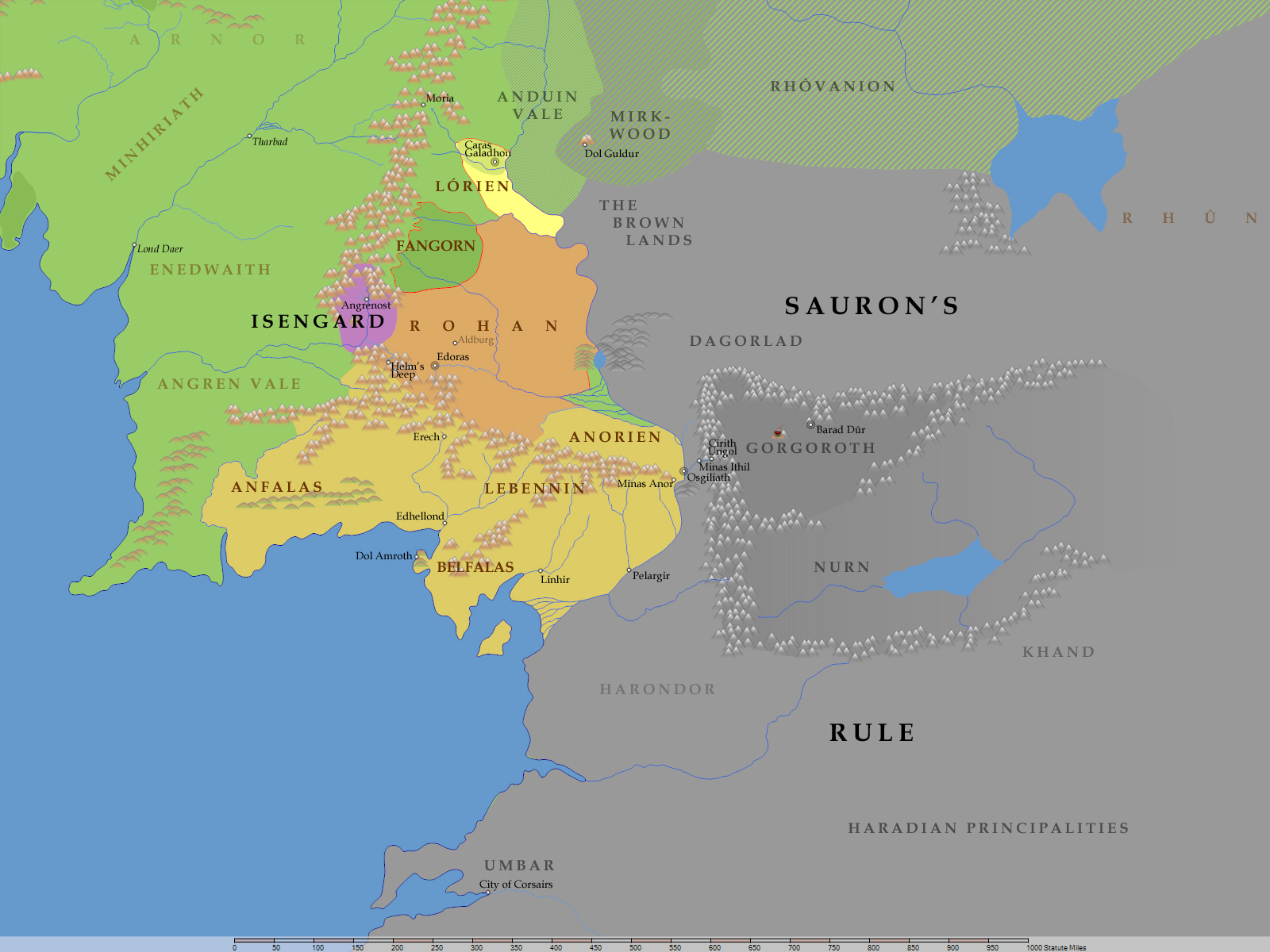
Rohan (oranžový) během Války o Prsten

V roce 3019 vpadli Sarumanovi skřeti a divocí lidé z Vrchoviny do Rohanu. Rohirové byli poražení v bitvách na brodech Želíze a skřeti usmrtili králova syna Théodreda. Díky síle vzkříšeného Gandalfa byl však uzdraven král Théoden, který prozřel a konečně vyhnal svého rádce Grímu Červivce, načež vyšel do války proti útočícímu Sarumanovi. Čarodějova vojska byla nakonec poražena v bitvě u Helmova žlebu a díky entům a huornům byl zničen i Železný pas. Po těchto vítězstvích a porážce Sarumana vedl král Théoden svou jízdu na pomoc ohroženému Gondoru. Před obleženou Minas Tirith došlo k bitvě na Pelennorských polích. Théoden v této vítězné bitvě zemřel, jeho neteři Éowyn se však podařilo jeho smrti pomstít, když v souboji usmrtila samotného Pána nazgûlů. Théodenův synovec Éomér převzal po smrti svého strýce královský titul a vyjel s Isildurovým dědicem Aragornem do bitvy u Černé brány.

### Po zničení Vládnoucího prstenu
Po pádu Saurona zavládl v Rohanu mír. Král Elessar obnovil pro Éoméra Cirionův dar a Éomér znovu složil Eorlovu přísahu. Rohanský král, který si za manželku vzal Lothíriel dceru knížete Imrahila z Dol Amrothu, často doprovázel se svými jezdci krále Obnoveného království do bojů v dalekých zemích za jezerem Rhûn. Po Éomérově smrti nastoupil na Rohanský trůn jeho syn Elfwine Sličný.

## Společnost

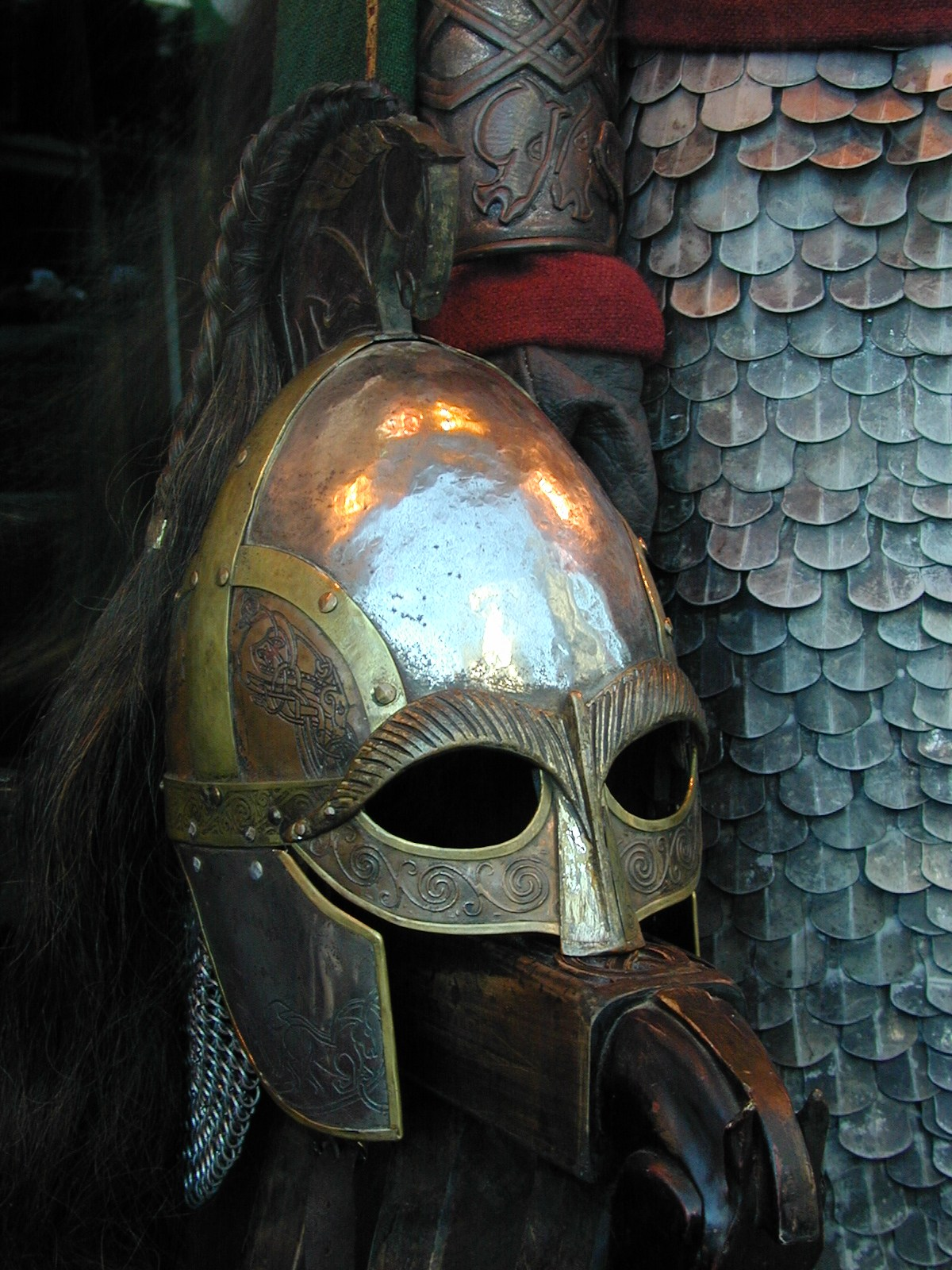
Rohirská jezdecká přilba a šupinová zbroj z filmové adaptace Petera Jacksona

Rohirové byli potomky Severského národa Éothédu, který do jejich nového domova přivedl na počátku 25. století zakladatel Rohanu Eorl zvaný Mladý. Rohirové, kteří byli pokrevně spřízněni s třetím domem Edain, měli typicky nordické rysy. Obvykle byli vysocí, bledí, měli dlouhé končetiny, světlé vlasy a modré oči. Bývali tvrdí a v boji divocí.
Pro Rohiry byl charakteristický chov koní a jejich typickým způsobem obživy bylo pastevectví. Tomu odpovídaly přírodní podmínky rovinatého a travnatého Rohanu. Jediná větší městská sídla jako Edoras či Aldburg vystavěli Rohirové na jihu své země pod lesnatými úbočími Bílých hor. Oblast Východní Poloniny byla podobně jako zbytek země až do války o Prsten užívána jako pastevecká oblast. Nacházely se zde chovné ohrady místních stád, stanové tábory kočujících pastevců a roztroušené vesnice rohanských rolníků.
Hlavní vojenskou silou Rohirů byla jejich početná jízda. Rohanští jezdci využívali sílu svých velkých a ušlechtilých koní. Do boje nosili drátěné košile, kulaté, malované štíty a dlouhá kopí. Kromě kopí užívali také mečů, seker a luků.

## Politika

### Spojenectví s Gondorem
Trvalé spojenectví mezi Rohanem a Gondorem vzniklo již v roce 2510, kdy byl Rohan založen. Severní oblasti Gondoru tehdy napadli divocí Východňané a skřeti. Seveřané vedení Eorlem tehdy přispěchali ohroženému Gondoru na pomoc a díky jejich příjezdu došlo k vítězství na polích Celebrantu, po němž byli gondorští nepřátelé odraženi a vyhnáni ze země. Za pomoc daroval Rohirům správce Cirion oblast známou jako Calenardhon a Eorl Mladý tehdy složil Eorlovu přísahu. V ní přislíbil Gondorským věčné přátelství a sebe i své potomky zavázal slibem, že Rohanští bojovníci v budoucnu vyslyší každé gondorské požádání o pomoc.
Ve válce o prsten byli Rohani jedinými, kteří účinně podporovali slábnoucí Gondor v jejich obraně Anduiny proti Sauronovým vojskům. Žádné spojenectví rozdílných národů nebylo ve Středozemi z obou stran dodržováno tak věrně jako to mezi Rohanem a Gondorem.
Hlavní spojnicí Rohanu s Gondorem byla ve třetím věku tzv. Velká západní cesta táhnoucí se z Edorasu do hlavního města Jižního království - Minas Tirith. Tato silnice kopírovala severní úbočí Bílých hor. Na vrcholcích Ered Nimras pak gondorští správci zřídili strážní majáky, s jejichž pomocí informovali Rohanské o blížícím se nebezpečí.

### Nepřátelství s Vrchovci
Vrchovci byli pozůstatkem národů, jež žili mezi Bílými a Mlžnými horami ještě před příchodem Númenorejců. Tento divoký a barbarský lid
obývající hraniční oblast za řekou Želíz nenáviděl království Gondor a využíval každé příležitosti k jeho napadení. Po založení Rohanu se Vrchovci stali největšími rohanskými nepřáteli. Rohanští králové si trvalou nenávist Vrchovců získali vyháněním těchto divochů za řeku Želíz. Vrchovci se tuto bráněnou hranici pokusili opakovaně překročit, pokaždé však byli poraženi. Jejich nejznámějším útokem byl vpád v roce Dlouhé zimy, kdy se horalům podpořeným korzáry vedeným Wulfem podařilo dokonce dobýt Edoras a na krátko obsadit většinu Rohanu.
Za války o Prsten se Vrchovci opět postavili proti Rohanu, přičemž jejich vojenských služeb při útoku na rohanské království využíval čaroděj Saruman.

## Významní Rohirové
| - Eorl Mladý - Helm Kladivo | - Brego - Fréaláf | - Théoden - Éomer | - Elfwine - Éowyn | - Théodred - Gríma Červivec |